# Château de Chester
Le château de Chester se trouve dans la ville de Chester, dans le Cheshire, en Angleterre. Il est situé à l'extrémité sud-ouest de la zone délimitée par les murs de la ville. Le château se dresse sur une éminence surplombant la rivière Dee. Dans le complexe du château se trouvent les parties restantes du château médiéval ainsi que les bâtiments néoclassiques conçus par Thomas Harrison construits entre 1788 et 1813. Certaines parties des bâtiments néoclassiques sont aujourd'hui utilisées par la Crown Court et comme musée militaire.

## Histoire
Le château est construit en 1070 par Hugues d'Avranches, second comte de Chester. Il est possible qu'il ait été construit sur le site d'une ancienne fortification saxonne, mais cela n'a pas été confirmé. La structure originale aurait été un château à motte et bailey avec une tour en bois. Au XIIe siècle, la tour de bois est remplacée par une tour carrée en pierre, la Tour du Drapeau. Au cours du même siècle, la porterie en pierre de la cour intérieure est construite. Elle est maintenant connue sous le nom de Tour Agricola et au premier étage se trouve la chapelle de Sainte Marie de Castro. La chapelle contient des éléments d'architecture normande. Au XIIIe siècle, sous le règne d'Henri III, les murs d'une cour extérieure sont construits, la porte d'entrée de la tour Agricola est bloquée et des logements résidentiels, notamment une grande salle, sont construits le long du mur sud de la cour intérieure. Plus tard dans le siècle, sous le règne d'Édouard Ier, une nouvelle porte d'entrée vers la basse-cour extérieure est construite. Celle-ci est flanquée de deux tours en demi-tambour et possède un pont-levis au-dessus d'un fossé de 8 mètres de profondeur. Des chambres individuelles pour le roi et la reine, une nouvelle chapelle et des écuries sont ajoutés à cette époque.

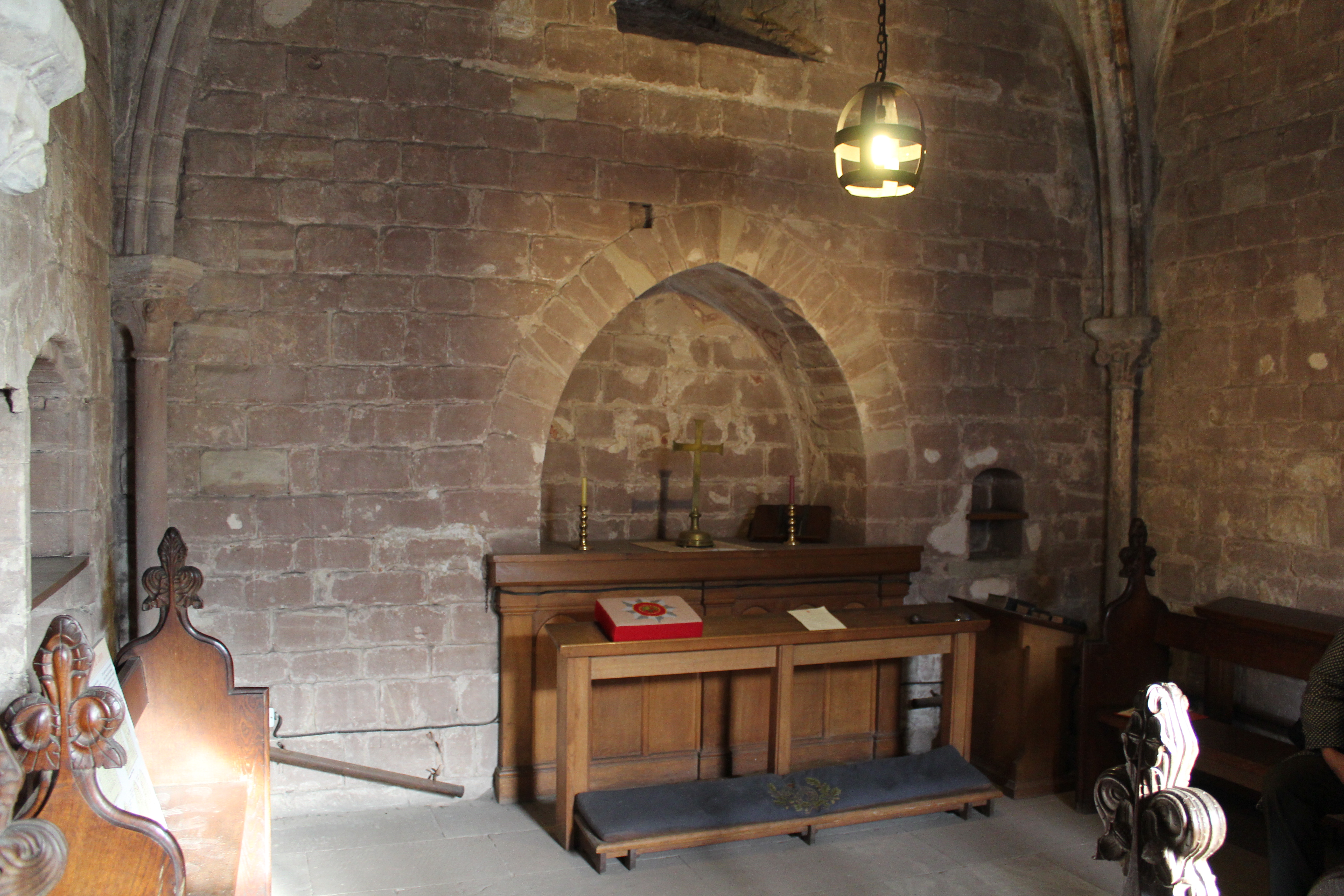
La chapelle normande

Des personnalités sont détenues comme prisonniers dans la crypte de la tour Agricola comme Richard II et Éléonore Cobham, épouse de Humphrey de Lancastre, et Andrew de Moray, héros de la bataille de Stirling Bridge. Pendant la Guerre des Deux-Roses, le Yorkiste John Neville, 1er marquis de Montagu est capturé et emprisonné au château par les Lancastriens après la bataille de Blore Heath, près de la ville de Market Drayton, Shropshire, en 1459. Il est libéré de captivité après la victoire des Yorkistes à Northampton en 1460. À l'extérieur de la porte extérieure du bailey se trouvait une zone connue sous le nom de Gloverstone où les criminels en attente d'exécution étaient remis aux autorités de la ville. La Grande Salle est reconstruite à la fin des années 1570.
Pendant la guerre civile, Chester est tenue par les royalistes. Le château est assailli par les forces parlementaires en juillet 1643, et en janvier et avril 1645. Avec le reste de la ville, elle est assiégée entre septembre 1645 et février 1646. Après la guerre civile, le château est utilisé comme prison, tribunal et bureau des impôts. En 1687, Jacques II assiste à la messe dans la chapelle Sainte-Marie de Castro. En 1696, la Monnaie de Chester est créée et dirigée par Edmond Halley dans un bâtiment adjacent à la tour Half Moon. Pendant le soulèvement jacobite de 1745, un emplacement de canon est construit sur le mur surplombant la rivière.

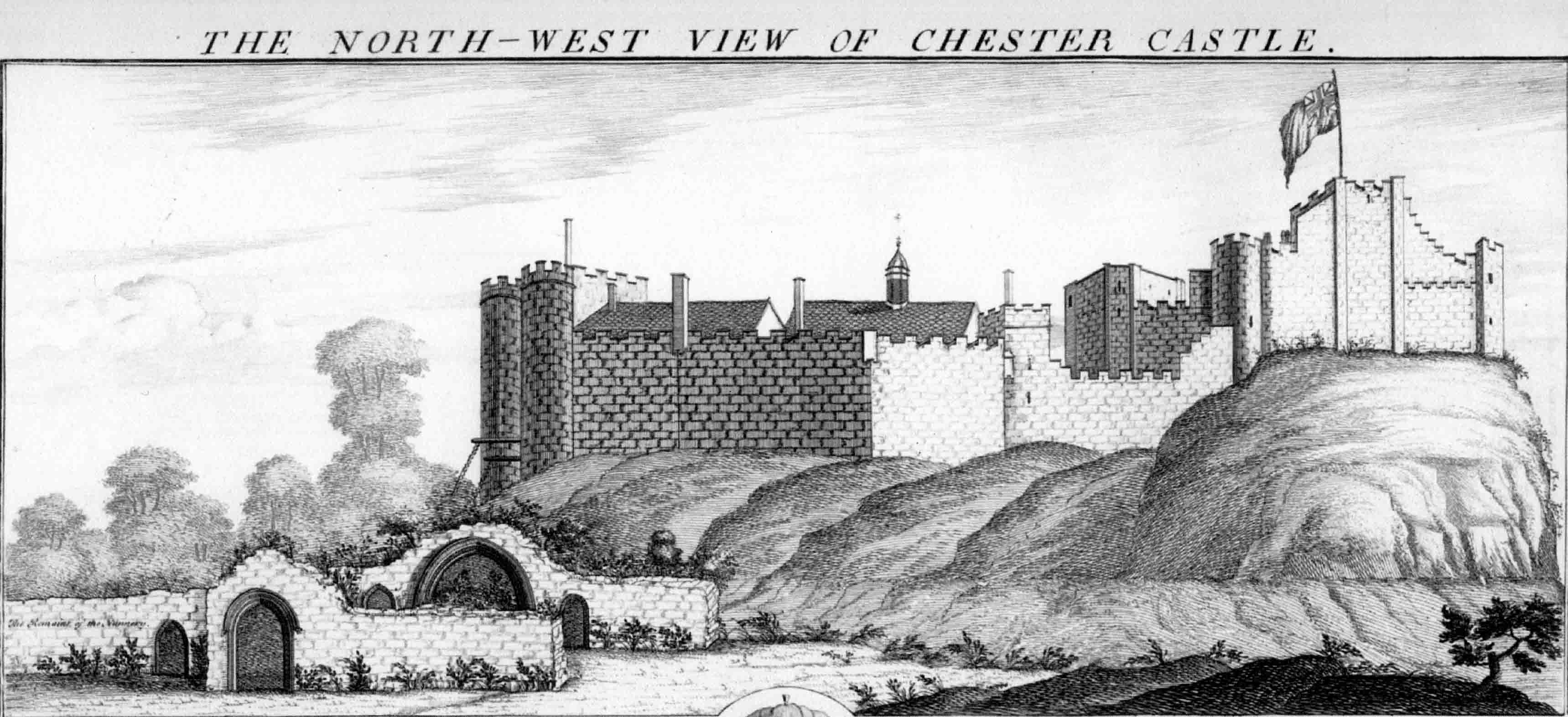
Gravure par Buck Brothers du château de Chester en 1747

Au cours du XVIIIe siècle, une grande partie de la structure du château se détériore et John Howard, le réformateur de la prison, est particulièrement critique des conditions de vie dans la prison. Thomas Harrison est chargé de concevoir une nouvelle prison qui est achevée en 1792 et saluée comme l'une des prisons les mieux construites du pays. Harrison reconstruit ensuite le Shire Hall médiéval dans un style néoclassique. Il construit également deux nouvelles ailes, l'une pour servir de caserne, l'autre comme armurerie, et conçoit une nouvelle entrée massive sur le site du château, appelée Propylée. Les bâtiments, tous de style néoclassique, sont construits entre 1788 et 1822. L'historien de l'architecture Nikolaus Pevsner estime que l'œuvre de Harrison constitue "l'un des monuments les plus puissants du renouveau grec dans toute l'Angleterre".
En février 1867, l'Irlandais Fenian Michael Davitt dirige un groupe d'hommes de l'IRB de Haslingden lors d'un raid avorté pour prendre les armes stockées dans le château.
L'armée emménage dans le château et en 1873, un système de zones de recrutement basé sur les comtés est institué sous les réformes de Cardwell et le château devient le dépôt des deux bataillons du 22nd (Cheshire) Regiment of Foot. Sous les Réformes Childers, le 22e régiment évolue pour devenir le Cheshire Regiment en garnison au château en 1881.
En 1925, après avoir été utilisées pendant 200 ans comme entrepôt et magasin de munitions, la crypte et la chapelle de la tour Agricola sont reconsacrées par l'évêque de Chester à l'usage du régiment du Cheshire. En 1939, la chapelle est réaménagée. Le château reste le dépôt du régiment de Cheshire jusqu'en 1939, lorsque le régiment part à Dale Barracks.

## Aujourd'hui

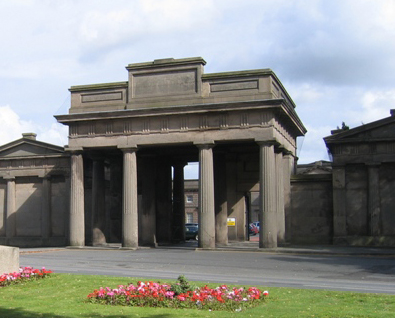
Harrison 's Propylaeum, l'entrée solennelle du château

Le complexe s'ouvre à partir de Grosvenor Road par le Propylaeum, un bâtiment classé Grade I. Il s'agit d'un entablement massif soutenu par des colonnes doriques largement espacées, flanquées de loges ressemblant à des temples. Juste en face se trouve l'ancien Shire Hall (également classé Grade I) qui abrite aujourd'hui les Crown Courts. Sa façade compte 19 baies dont les sept baies centrales se projettent vers l'avant et constituent un portique dorique. À gauche se trouve l'ancien bloc de casernes qui abrite aujourd'hui le musée militaire du Cheshire et un détachement de cadets de l'armée. À droite se trouve le bloc qui est à l'origine une armurerie et plus tard un mess des officiers. Les deux blocs sont de style néoclassique et sont classés Grade I.
Plus à droite se trouvent les vestiges du château normand. La tour Agricola est un bâtiment classé grade I. Il est construit en pierre de taille de grès avec un toit métallique à trois étages. Le rez-de-chaussée a une porte bloquée et à droite de la porte se trouve une tourelle d'escalier légèrement en saillie. À l'intérieur, le rez-de-chaussée se compose d'une crypte et le premier étage contient la chapelle Sainte-Marie Castro. La tour Agricola est également un monument classé. La chapelle est toujours consacrée comme la chapelle régimentaire du Cheshire Regiment. Son plafond est recouvert de fresques datant du début du XIIIe siècle qui représentent la Visitation et les miracles accomplis par la Vierge Marie révélés lors de travaux de restauration dans les années 1990.

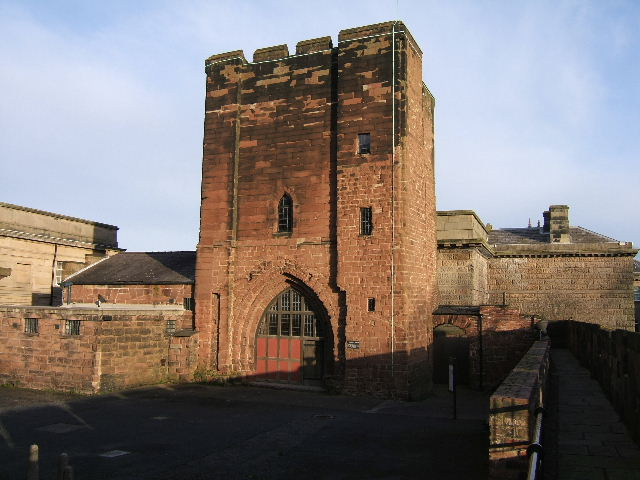
Tour Agricola

Au sud et à l'ouest, les courtines, qui comprennent la tour Halfmoon, la tour du drapeau et l'emplacement des canons, sont classées Grade I. D'autres murs du complexe du château sont classés Grade II. Ce sont les murs de soutènement et la balustrade du parvis conçu par Thomas Harrison et deux autres zones des courtines médiévales. Dans la cour du château se trouve une statue de la reine Victoria datée de 1903 par Pomeroy. La cour intérieure est gérée par le Cheshire West and Chester Council pour le compte de English Heritage.